# アンリ (パリ伯)
アンリ・ドルレアン（フランス語: Henri d'Orléans, 1908年7月5日 - 1999年6月19日）は、フランスの旧王家オルレアン家の家長。パリ伯（フランス語: comte de Paris）の儀礼称号で呼ばれた。オルレアン派のフランス王位請求者として、名目上のフランス王アンリ6世（フランス語: Henri VI）を称した。

## 生涯
1908年7月5日、ギーズ公ジャンの唯一の息子（第4子）としてエーヌ県のル・ヌヴィオン＝アン＝ティエラシュ城で誕生した。母はオルレアン家の3代前の家長・パリ伯フィリップの三女イザベル。モロッコで育ち、ルーヴァン・カトリック大学で学んだ。
1939年に第二次世界大戦が勃発すると軍に志願するも、フランス軍とイギリス軍の両方に入隊を拒絶された。そこでアンリは仮名を使ってフランス外人部隊に入隊し、シャルル・ド・ゴール将軍のもとで対独レジスタンスに従事した。1949年、父の死によってオルレアン家の家長となった。「フランスの王位または帝位にあったものの子孫はフランス国内に居住できない」との法律が1886年に定められていたが、1950年にその法律が破棄されると、フランスに帰国してパリへ戻った。
家長でいる間、アンリは一族の所有する膨大な資産、宝石、絵画、家具、国外に持つ所領を売り払って放蕩にふけった。以前は40億ポンドあったという一族の資産を分割する時には、自身の子供たちと法廷で争うことになってしまった。一族のアンボワーズ城は、現在彼の設立したトラストが運営している。
1984年、アンリは長男のクレルモン伯アンリから継承権を剥奪したと宣言した。理由は、長男が最初の妻と離婚後、カトリックの儀礼に従わないやり方で2度目の妻と再婚したためであった。非カトリックの挙式はフランス王家の一員としてふさわしくない、というのである。アンリは長男にクレルモン伯より格の劣るモルタン伯位を代わりに授け、継承順位から削った。しかし数年後、長男夫婦に元の称号を再び与えた。 
アンリは、四男のエヴルー伯ミシェルと五男のラ・マルシュ伯ティボーが王族でない貴族女性と結婚したことを理由として、両者からも継承権を剥奪した。この決定は、長男アンリが継承後に覆された。
1999年、ドルー近郊のシュリジーで前立腺癌のため死去した。遺体はドルー王室礼拝堂に埋葬された。

### 政治活動
アンリは政治活動を盛んに行っており、ド・ゴールと強い関わりを持っていた。ヴィシー政権でフランス海軍の司令官・海軍大臣を務めたフランソワ・ダルランの暗殺にド・ゴールと共謀して関与した疑いをかけられている。1962年には、ド・ゴール大統領によって後継者に指名されるのではないかと思われ、王政復古に繋がりはしないかとフランス国内で問題になった。
また、1986年から1988年の第1期コアビタシオン（保革共存政権）においては、左翼政党である社会党出身のフランソワ・ミッテラン大統領を熱心に支持した。

## 結婚と子女
1931年4月、旧ブラジル皇帝家のオルレアンス＝ブラガンサ家出身で同じくルイ＝フィリップ1世の玄孫であるイザベルと結婚、彼女との間に5男6女を儲けた。その後1986年に別居したが離婚はしなかった。
- イザベル（フランス語版）（1932年 - ） - シェーンボルン＝ブーフハイム伯フリードリヒ・カールと結婚
- アンリ（1933年 - 2019年） - オルレアン家家長
- エレーヌ（フランス語版）（1934年 - ） -　リンブール＝スティルム伯エヴラール（フランス語版）と結婚
- フランソワ（フランス語版）（1935年 - 1960年） - オルレアン公。アルジェリア戦争で戦死
- アンヌ（1938年 - ） - カラブリア公カルロス（両シチリア王位請求者）と結婚
- ディアーヌ（英語版）（1940年 - ） - ヴュルテンベルク公カール（ヴュルテンベルク王位請求者）と結婚
- ミシェル（フランス語版）（1941年 - ） - ジャックの双子の兄弟。エヴルー伯
- ジャック（フランス語版）（1941年 - ） - ミシェルの双子の兄弟。オルレアン公
- クロード（英語版）（1943年 - ） -　アオスタ公アメデーオ（イタリア・クロアチア王位請求者）と結婚
- シャンタル（フランス語版）（1946年 - ） - サンビュシー・ド・ソルグ男爵フランソワ・グザヴィエと結婚
- ティボー（フランス語版）（1948年 - 1983年） - ラ・マルシュ伯